# Dane Alex Bird-Smith
Dane Alex Bird-Smith (* 15. července 1992) je australský atlet, který závodí v chůzi. Specializuje se na chůzi na 20 km, kde dosáhl svého nejlepšího času 1:19:37 hodin, který si vytvořil v roce 2016 na Letních olympijských hrách v Rio de Janeiro, kde mu tento výkon vynesl bronzovou medaili.
Zvítězil na Letní univerziádě v roce 2015. Je synem bývalého australského olympijského chodce Davida Smitha.

## Osobní rekordy
- 10 km závod chůze – 39:30 min (2015)
- 20 km závod chůze – 1:19:37 hodin (2016)